# ネオ・モダン
ネオ・モダン（neo modern）とは、モダニズムを超えようとする様式のこと。ただし、ポストモダニズム（ポストモダン）のように、モダニズムを（全面的に）否定しようとするのではなく、モダニズムを用いつつそれに何か別のもの（様式等）を融合させることにより新しさを生み出そうとする傾向があり、モダニズムの一部に過ぎないとする考え方もある。
インテリア、建築、プロダクト・デザイン、アクセサリーなど、いくつかの分野で用いられる呼び方である。それ以外でも、経済・ビジネスなどの分野でも使われる例がないわけではない。
なお、イタリアのデザイナー、アレッサンドロ・メンディーニは、「ネオ・モダン・デザイン」の提唱者として知られているそうである。
また、建築家では、「ペロンヌ美術館の設計でも知られるシリアニを中心に、エディット・ジラールやミシェル・カガン、リポーとデュアール、アレーヌとエデキンス、ピエール=ルイ・ファロシなどで形成される、いわゆる「ネオ・モダン派」」という記載が見られる。

## 関連する展覧会
- イタリアン・ネオ・モダン　’80年代のアート&デザイン[4]。
  - エンツォ・クッキ、フランチェスコ・クレメンテ、サンドロ・キアなどが取り上げられている。

## その他
日産陶業株式会社（アドミナ社）製の信楽焼の植木鉢・植木鉢カバーに「ネオモダン」という製品がある。

## ギャラリー

### 建築

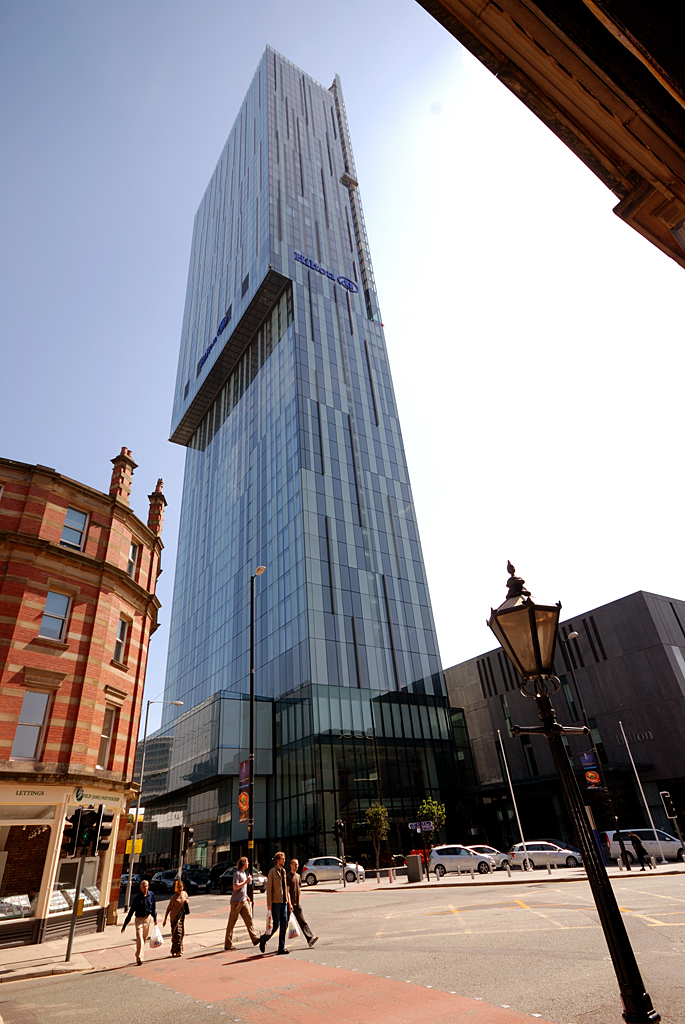
ビーサムタワー(英語版) イギリス、マンチェスター
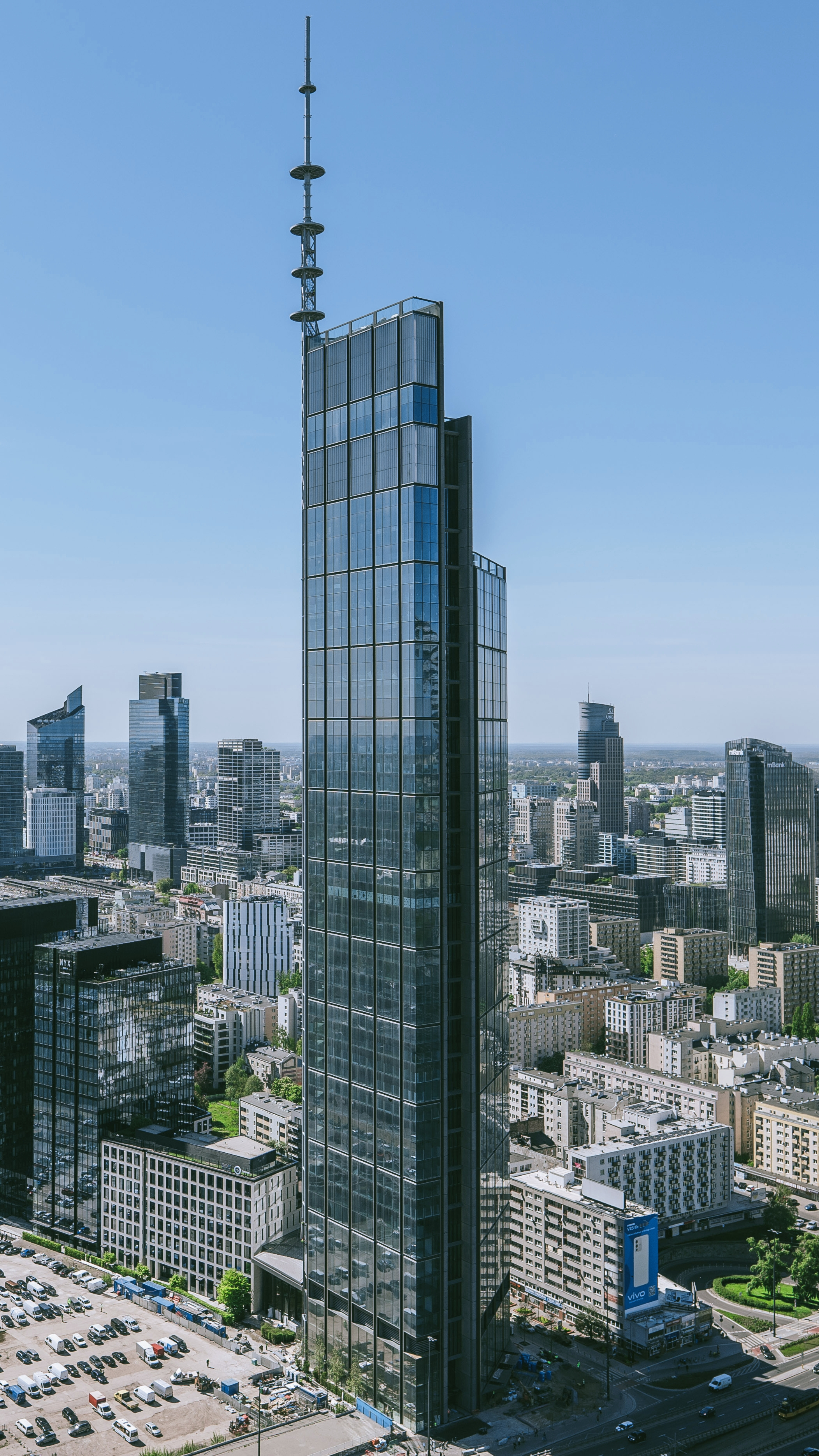
ヴァルソ(英語版) ポーランドワルシャワ
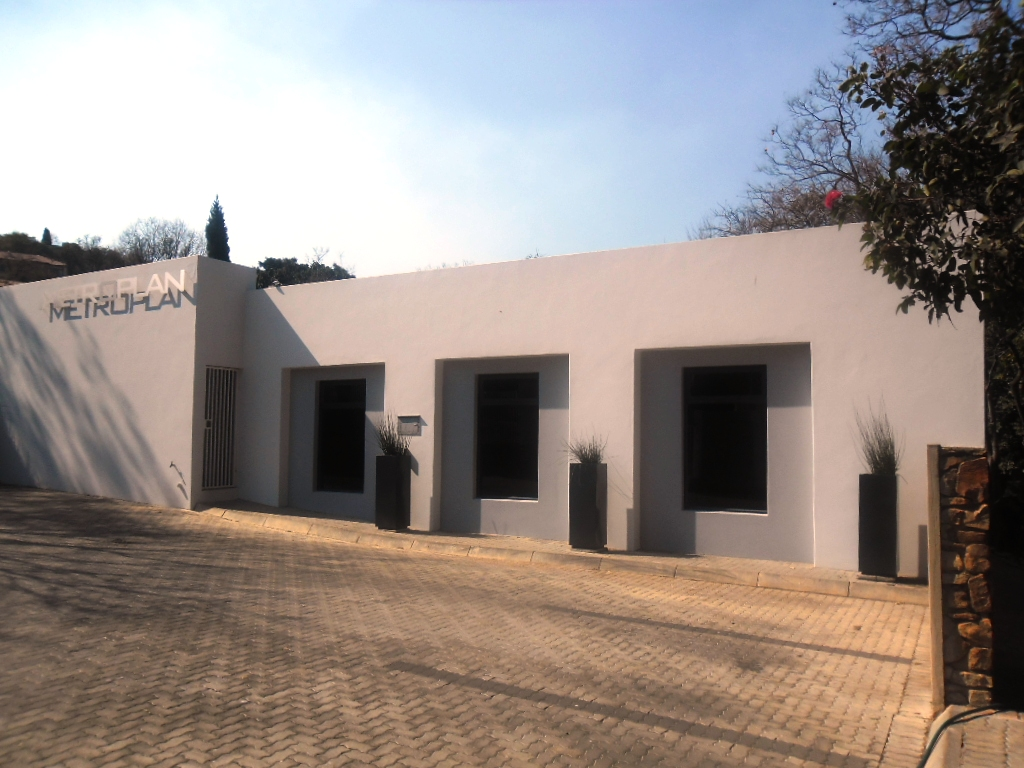
METROPLAN 南アフリカ共和国プレトリア